# بید بارکلی
بید بارکلی (نام علمی: Salix barclayi) نام یک گونه از سرده بید است.